# Smack (album Roberta Cichego)
Smack – pierwszy solowy album Roberta Cichego, wydany 9 lutego 2018 pod szyldem Nana Music. Zdobywca Fryderyka 2019 w kategorii «Album Roku Blues / Country».

## Lista utworów
1. „My Name is Bob” 1:41
2. „Old Times Girl” (feat. Ania) 3:01
3. „Breaking Bad” 3:07
4. „Loverboy” 3:01
5. „Hold On” 2:11
6. „Henhouse” (feat. DJ BRK) 2:03
7. „Remitting” 3:19
8. „Smack” 2:55
9. „The Road” (feat. Phillip Bracken) 2:43
10. „Three Sheets to the Wind” 3:15
11. „Close the Door” 3:17
12. „Mama” 1:49
13. „Outro” 1:17